# Anastrepha amita
Anastrepha amita är en tvåvingeart som beskrevs av Zucchi 1979. Anastrepha amita ingår i släktet Anastrepha och familjen borrflugor. Inga underarter finns listade i Catalogue of Life.